# Paronychieae
Paronychieae es una tribu de plantas perteneciente a la familia Caryophyllaceae. El género tipo es: Paronychia.

## Géneros
Según GRIN
- Achyronychia Torr. & A. Gray
- Anychia Michx. = Paronychia Mill.
- Cardionema DC.
- Chaetonychia (DC.) Sweet ~ Paronychia Mill.
- Cometes L.
- Dicheranthus Webb
- Gymnocarpos Forssk.
- Hafunia Chiov. = Sphaerocoma T. Anderson
- Herniaria L.
- Illecebrum L.
- Lochia Balf. f. =~ Gymnocarpos Forssk.
- Nyachia Small = Paronychia Mill.
- Paronychia Mill.
- Pentacaena Bartl. = Cardionema DC.
- Philippiella Speg.
- Pollichia Aiton
- Pteranthus Forssk.
- Sclerocephalus Boiss.
- Scopulophila M. E. Jones
- Siphonychia Torr. & A. Gray = Paronychia Mill.
- Sphaerocoma T. Anderson

Según Commons
- Achyronychia, Cardionema, Chaetonychia, Cometes, Dicheranthus, Gymnocarpos, Herniaria, Illecebrum, Paronychia, Philippiella, Pollichia, Pteranthus, Sclerocephalus, Scopulophila, Sphaerocoma[2]